# Regne de Baviera
El Regne de Baviera, en alemany, Königreich Bayern, va ser un estat que va existir des de 1806 fins a 1918. L'elector Maximilià I de Baviera, de la casa de Wittelsbach es va convertir en el primer rei de Baviera el 1806. El tron va pertànyer a la seva família fins a la dissolució del regne després de la Primera Guerra Mundial.
Molts dels límits moderns de Baviera van ser traçats després de 1814 amb la signatura del Tractat de París (1814), en la qual Baviera cedia el Tirol i Vorarlberg a l'Imperi austríac, mentre que rebia Aschaffenburg i parts de Hesse-Darmstadt. Com a part de l'Imperi Alemany, el regne era superat en grandària només per Prússia.
Des de la unificació alemanya el 1871, Baviera ha continuat sent part d'Alemanya fins al dia d'avui.

## Regnat de Maximilià I
A la guerra de 1805, d'acord amb un tractat de l'aliança signat a Würzburg el 23 de setembre, les tropes bavareses, per primera vegada des dels dies de Carles VII, van lluitar de costat a costat amb els francesos i pel tractat de Pressburg, signat el 26 de desembre, el principat de Eichstädt, el Marquesat de Burgau, la senyoria de Vorarlberg, els comtats de Hohenems i Königsegg - Rothenfels, les senyories d'Argen i de Tettnang i la ciutat de Lindau amb el seu territori havien de ser agregats a Baviera. D'una banda Würzburg, obtingut el 1803, havia de ser cedit per Baviera l'elector de Salzburg a canvi del Tirol. Per el primer article del tractat l'Emperador va reconèixer l'assumpció de l'elector del títol de rei com Maximilià I de Baviera. El preu que Maximilià tenia reticent pagar aquesta accessió de la dignitat era la unió de la seva filla Augusta amb Eugène de Beauharnais. El 15 març 1806 ell va cedir el Ducat de Berg a Napoleó Bonaparte.
Per a la constitució interna de Baviera també l'aliança francesa també va tenir importants conseqüències. Maximilià I era un dèspota il·lustrat del tipus del segle xviii, els principis tolerants havien ofès ja penosament als seus temes administratius i, el 1803, havia discutit amb els vells estats la qüestió de les reformes. Però els canvis revolucionaris introduïts per la constitució proclamada l'1 de maig de 1808 eren a causa de la influència directa de Napoleó. Es va purgar la classe política medieval que sobrevivia a les dietes i els gremis locals somnolents. En lloc del vell sistema de privilegis i d'exempcions prevaldria la igualtat davant la llei, la responsabilitat universal als impostos, l'abolició de la servitud, la seguretat de la persona i la propietat, llibertat de consciència i llibertat de premsa. Van ser creats en el paper, basat en una llicència estreta i amb energies molt limitades, però mai no van ser convocades a una assemblea representativa.

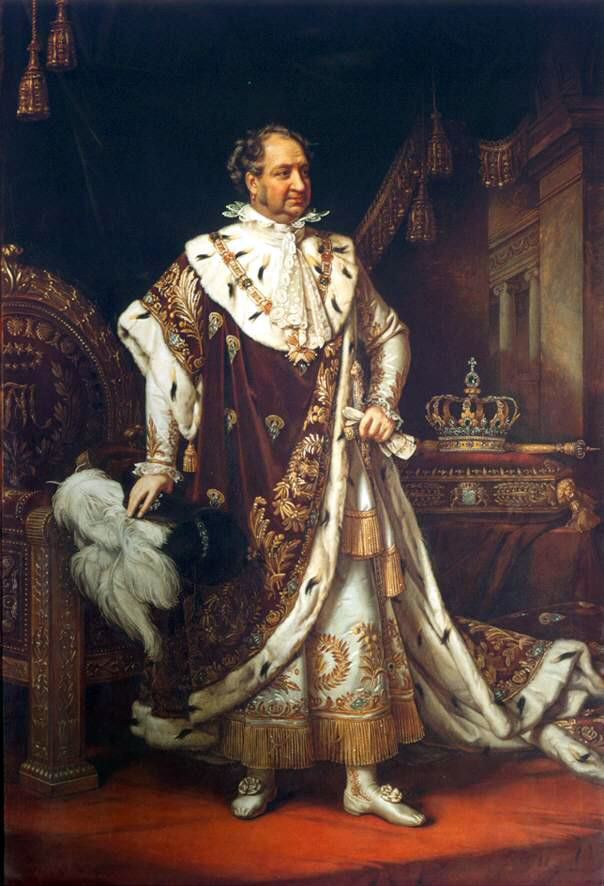
Rei Maximilià I de Baviera.

El 1809 Baviera es va veure de nou involucrada en una guerra. Va fer costat a França contra Àustria. Els tirolesos es van revoltar contra l'autoritat bavaresa i van tenir èxit tres vegades en la derrota de les tropes bavareses i franceses que intentaven tornar a prendre el país. Àustria va perdre la guerra de la Cinquena Coalició contra França, amb qui es va enfrontar més asprament encara fins al tractat de Schönbrunn de 1809. S'ha glorificat sovint com van executar l'heroi nacional del Tirol, el líder de la revolta Andreas Hofer, el 1810 a Màntua, quan es va perdre una tercera i final batalla contra les forces franceses i bavareses. Pel tractat signat a París el 28 de febrer de 1810 el Tirol del Sud va ser cedit per Baviera al Regne d'Itàlia i alguns petits districtes a Württemberg, rebent a canvi Salzburg, Innviertel, Hausruck i els principats de Bayreuth i de Ratisbona. La política de Montgelas fins ara havia estat encertada, però l'estrella de Napoleó ara havia assolit el seu zenit i l'oportunista astut havia observat ja les mostres del canvi que venia.
Els esdeveniments de 1812 van continuar; el 1813 Baviera va ser convocada per afegir-se a l'aliança contra Napoleó Bonaparte, la demanda era apassionadament recolzada pel príncep hereu Lluís i pel mariscal Wrede, el 8 d'octubre va ser signat el tractat de Ried, pel qual Baviera es va unir amb els aliats. Montgelas va anunciar a l'ambaixador francès que l'havien obligat temporalment. Va agregar: "Baviera té necessitat de França".
Entre 1799 i 1817 el ministre Montgelas va seguir una política de modernització i va posar les fundacions de les estructures administratives que van sobreviure fins i tot la monarquia i és (en la seva base) vàlida fins avui. L'1 de febrer de 1817, Montgelas havia estat acomiadat, i Baviera havia entrat en una nova era de reforma constitucional.
El 26 de maig de 1818, la constitució del Regne de Baviera va ser proclamada. El Parlament tindria dos càmeres, una cambra superior que comprenia l'aristocràcia i als nobles, incloent-hi els terratinents, els oficials del govern i els candidats hereditaris de classe superior de la corona. La segona càmera incloïa els representants de petits terratinents, de les ciutats i dels camperols. Els drets dels protestants van ser salvaguardats en la constitució amb els articles que donaven suport a la igualtat de totes les religions, tot i l'oposició pels partidaris de l'Església Catòlica Romana. La constitució inicial gairebé va provocar desastres per a la monarquia, amb controvèrsies com ara que l'exèrcit havia de jurar lleialtat a la nova constitució. La monarquia va apel·lar al Regne de Prússia i l'Imperi Austríac per al consell, els dos van rebutjar prendre mesures a favor de Baviera però l'estat es va estabilitzar amb l'ascens de Lluís I de Baviera al tron degut a la mort de Maximilià I el 1825.

## Regnat de Lluís I

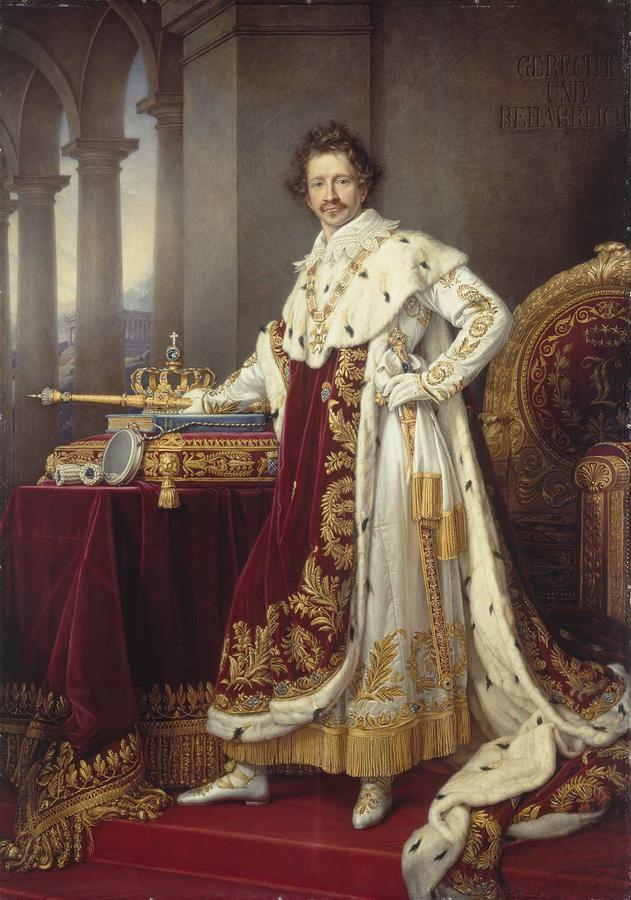
Lluís I, Rei de Baviera

El 1825, Lluís I de Baviera va ascendir al tron. Durant seu regnat, les arts van prosperar i el rei personalment va ordenar i va assistir financerament la creació de molts edificis neoclàssics. Lluís també va impulsar la industrialització de Baviera. En assumptes exteriors, Baviera va fer costat als grecs durant la Guerra d'independència grega amb el seu segon fill, Otó que va ser elegit Rei de Grècia el 1832. Pel que fa a política, les reformes inicials eren liberals i reformistes. No obstant això, després de la Revolució de 1830, Lluís va donar peu a la reacció conservadora. El 1837, els catòlics romans van donar suport al moviment clerical dels ultramontans, que va prendre el poder al parlament bavarès i va començar una campanya de reforma a la constitució, que va llevar els drets civils que havien estat concedits anteriorment als protestants, així com fer complir censura i la prohibició de la discussió lliure de la política interna. Aquest règim va tenir breu durada a causa de la demanda pels ultramuntans de la naturalització de l'amant irlandesa de Lluís, que era resistida pel rei, i els ultramuntans van ser expulsats.
Després de les Revolució de 1848 i la caiguda de popularitat de Lluís, aquest va abdicar per evitar un cop potencial i permetre que el seu fill, Maximilià II de Baviera arribés el tron. Maximilià II va respondre a les demandes del poble per a un Estat alemany unit atenent l'Assemblea de Frankfurt, que es preposava crear aquest Estat. Maximilià II es posava al costat de l'aliat de Baviera, l'Imperi Austríac per rebre la corona imperial d'una Alemanya unida, en oposició a l'enemic d'Àustria, el Regne de Prússia.

## Regnat de Lluís II

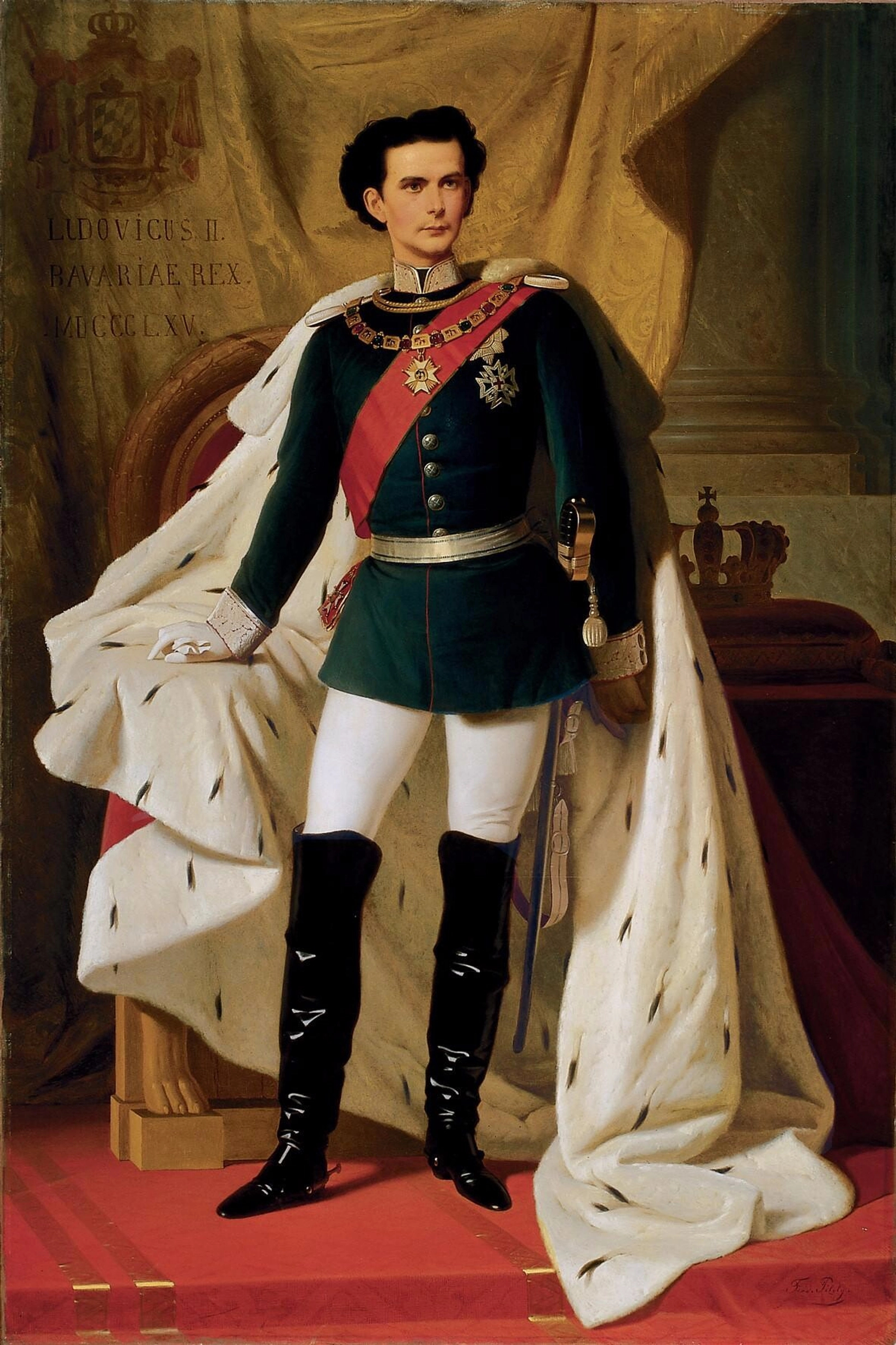
Lluís II de Baviera.

Amb la derrota d'Àustria a la Guerra Austroprussiana, els estats alemanys del nord van quedar unificats ràpidament a la Confederació Alemanya del Nord, sota el lideratge del rei de Prússia. Les inhibicions en política internacional que anteriorment havia tingut Baviera cap Prússia van canviar radicalment, igual que les de molts dels Estats alemanys del sud, després que l'emperador francès Napoleó III comencés a parlar de la necessitat de França d'una "compensació" de la seva pèrdua del 1814, que incloïa el Palatinat bavarès com a part de les seves demandes territorials. Lluís II va signar una aliança amb Prússia, el 1870, contra França, que era vista pels alemanys com l'enemic més gran a una Alemanya unida. Al mateix temps, Baviera va augmentar els seus lligams polítics, legals i comercials amb la Confederació Alemanya del Nord. El 1870, la guerra va esclatar entre França i Prússia amb la guerra francoprussiana de 1870. Es va enviar l'exèrcit bavarès sota el comandament del príncep hereu prussià a lluitar contra l'exèrcit francès.
Amb la derrota i humiliació de França contra les forces alemanyes combinades, va ser Lluís II de Baviera qui va proposar que el rei Guillem I de Prússia fos proclamat emperador alemany o kàiser de l'Imperi Alemany (Deutsches Reich) conegut com a Segon Reich que va ocórrer el 1871 a Versalles. Els territoris de l'Imperi alemany van ser unificats sota el ceptre del Rei de Prússia, incloent els Estats de la Confederació Alemanya del Nord i tots els Estats alemanys del sud, amb l'excepció principal d'Àustria. L'Imperi també va incloure el territori abans francès de l'Alsàcia-Lorena, que va ser annexat en gran part a causa del desig de Lluís II de moure la frontera francesa lluny del Palatinat.